# 资本资产定价模型
資本資產定價模型（英語：Capital Asset Pricing Model，縮寫：CAPM）又稱資本資產價格決定模型，為現代金融市場價格理論的支柱，廣泛应用于投资决策和公司理财领域。於1960年代由美国学者威廉·夏普（William Sharpe）、林特尔（John Lintner）、崔諾（Jack Treynor）和莫辛（Jan Mossin）等人在现代投资组合理论的基础上发展。
CAPM主張投資組合的報酬率只跟系統性風險有關。使用CAPM時，投資組合應已完全多角化，即包含所有風險性資產，如股票及債券，以消除個別證券的非系統性風險。

## 概要
對於一個給定的資產i，其期望報酬率和市場投資組合的期望報酬率之間的關係可以表示為：
{\displaystyle E(r_{i})=r_{f}+\beta _{im}[E(r_{m})-r_{f}]\,}
其中：
- {\displaystyle E(r_{i})}是资产{\displaystyle i}的期望報酬率（或普通股的资本成本率）
- {\displaystyle r_{f}}是无风险報酬率，通常以短期国债的利率来近似替代
- {\displaystyle \beta _{im}}（Beta）是资产i的系统性风险系数，{\displaystyle \beta _{im}={\frac {Cov(r_{i},r_{m})}{Var(r_{m})}}}
- {\displaystyle E(r_{m})}是市场投资组合{\displaystyle m}的期望報酬率，通常用股票价格指数報酬率的平均值或所有股票的平均報酬率来代替
- {\displaystyle E(r_{m})-r_{f}}是市场风险溢价（英語：Market Risk Premium），即市场投资组合的期望報酬率与无风险報酬率之差

## 歷史
CAPM可以說是現代投資組合理論的最大理論成果。 1952年哈利·馬科維茨發明的被稱為平均數－變異數分析（英語：mean-variance analysis）的完全市場下的投資組合選擇理論，這是金融理論的開端的研究。之後，詹姆士·托賓研究了平均－變異數分析和期望效用最大化的關係，被稱為分離定理（英語：separation theorem）。 證明了只要改變切點投資組合和無風險資產的投資比率就可以有效地滿足各投資人的效用。 在這種情況下，基於馬可維茨創始的平均數－變異數分析，作為一般平衡理論基礎的模型登場的即CAPM。

## 理論

### CAPM之導出
CAPM模型是建立在一系列假设的基础上的，其中主要包括：
1. 同質性預期假設，所有投資者擁有相同的預期，即對所有資產報酬的均值、變異數及共變異數等，投資者均有完全相同的預期。
2. 所有投资者均可以无风险利率无限制地借入或贷出资金。
3. 所有投资者均追求单期财富的期望效用最大化，并以各备选组合的期望收益和标准差为基础进行组合选择。
4. 市場擁有充分的流動性且沒有交易成本，所有资產均可被完全细分。
5. 所有投資者均為價格接受者，即任何一个投资者的买卖行为都不会对股票价格產生影响。
6. 资產数量之總和固定。

### 市場投資組合及切點投資組合
若CAPM成立，市場投資組合和切點投資組合是一致的。根據詹姆士·託賓的分離定理（英語：separation theorem），任意的投資者皆會持有市場投資組合與最大化期望效用的風險資產兩者所構成的投資組合。

### 夏普比率
市場投組報酬率與無風險利率之差，除以投資組合之標準差（風險）。

### 資本市場線

CAPM的資本市場線

在X軸為風險，Y軸為期望報酬率的座標平面上，無風險資產的位置點和市場投資組合位置點的連線之直線稱為資本市場線（英語：Capital market line，縮寫：CML）。 若CAPM成立，所有投資者選擇的投資組合必須在資本市場線上。

### 證券市場線

CAPM的證券市場線

在X軸為beta，Y軸為期望報酬率的座標平面上，beta為1時的期望報酬率即市場投資組合的期望報酬率，其與Y軸上無風險利率之點的連線之直線稱為證券市場線（英語：Security market line，縮寫：SML） 。 若CAPM成立，所有投資組合必位於證券市場線上。

## CAPM之批判與新資產價格模型之發展
近年的實證研究表明，CAPM模型在实际中并不能验证历史的投资收益，由此Roll在1977年提出了两种可能：一种是CAPM模型在市场上是无效的，一种是CAPM理论存在模型的设定误差。此即所謂的洛爾批判。
基於CAPM理论存在模型的设定误差的這種可能，套利定價理論和不少多因子模型不断诞生——例如Fama-French三因子模型。
但由於CAPM的簡單及便於理解，在業界運用非常廣泛，尤其是在估值分析中確定必要報酬率（英語：Required Return of Equity）。

## 外部連結
- 财经百科：资本资产定价模型Capital Asset Pricing Model